# موری بیلدینگ
موری بیلدینگ (انگلیسی: Mori Building) شرکت املاک و مستغلات ژاپنی است، که در سال ۱۹۵۹ توسط تایکیچیرو موری تأسیس شد.